# Estación de Avenida de la Paz
Avenida de la Paz es una estación de la línea 4 del Metro de Madrid situada bajo la intersección de la avenida de Ramón y Cajal con la autopista de circunvalación M-30, en el tramo que se denomina Avenida de la Paz. La estación se encuentra en el límite de los distritos madrileños de Chamartín y Ciudad Lineal, bajo las calzadas de la M-30.

## Historia
La estación fue inaugurada el 4 de enero de 1979 y puesta en servicio el día siguiente, como parte de la prolongación de la línea 4 entre las estaciones de Alfonso XIII y Esperanza.
La estación permaneció cerrada desde el 13 de enero y el 10 de marzo de 2020 por obras en la línea. Existió un Servicio Especial gratuito de autobús que sustituía el tramo Avenida de América - Pinar de Chamartín con dos paradas en las inmediaciones de la estación.

## Accesos
Vestíbulo Avenida de la Paz
- Ramón y Cajal, pares Avda. Ramón y Cajal, 78 (esquina C/ Normas, 2)
- Ramón y Cajal, impares Avda. Ramón y Cajal, 101
- Avda. de la Paz Avda. de Ramón y Cajal, 80 (frente a la M-30). Para Parque Félix Rodríguez de la Fuente

## Líneas y conexiones

### Metro

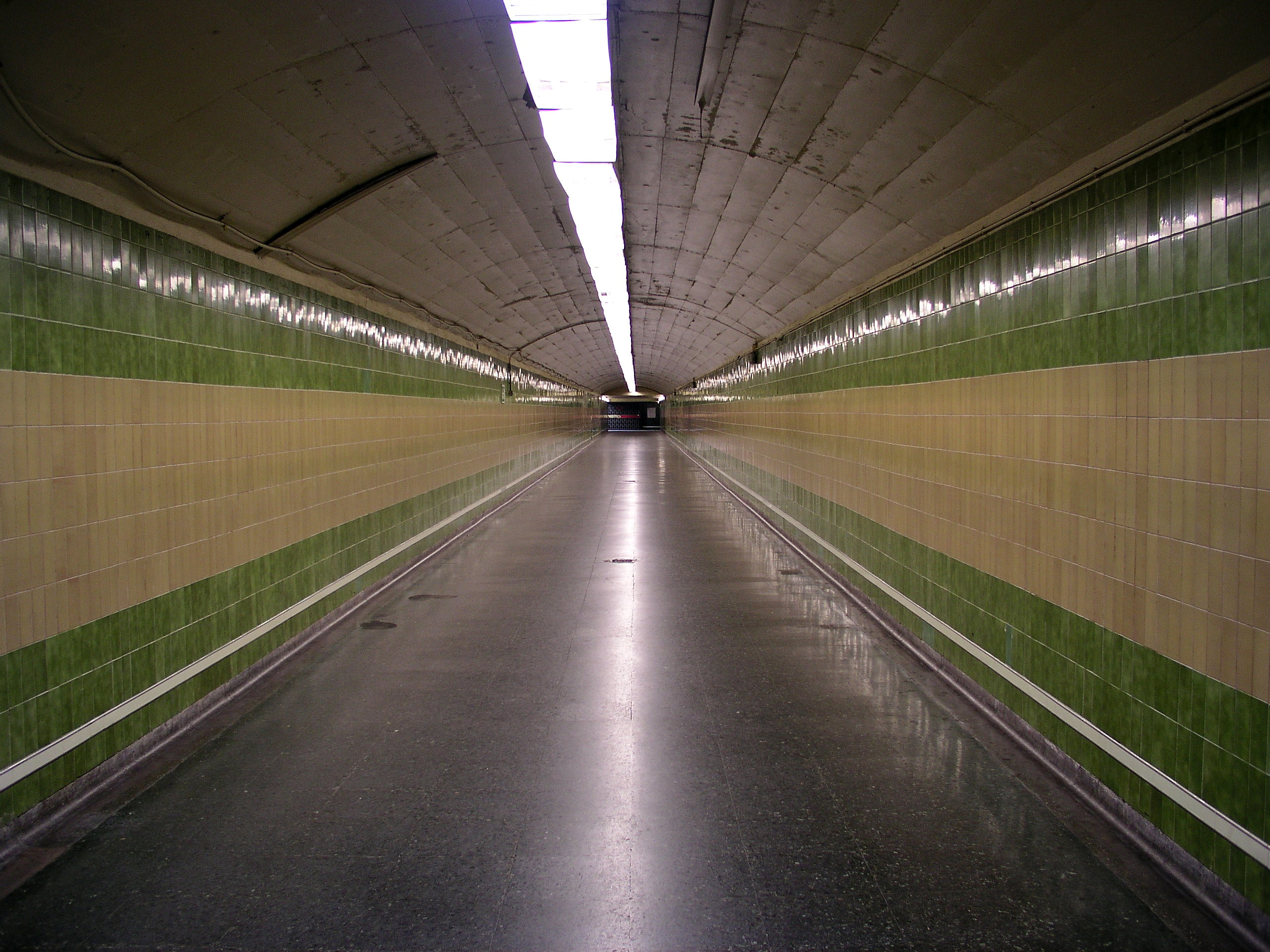
Túnel de conexión de la boca de acceso de la Avenida de la Paz en el Parque, que presta servicio a la zona del Paseo Cerezos, con el vestíbulo de la estación situado en el lado opuesto de la M-30.

| << cabecera | < estación   | línea | estación >   | cabecera >>        |
| ----------- | ------------ | ----- | ------------ | ------------------ |
| Argüelles   | Alfonso XIII |       | Arturo Soria | Pinar de Chamartín |

### Autobuses
| Diurnos   |                 |                                                             |
| Línea     | Destino         | Parada                                                      |
| 9         | Hortaleza       | 408 AVENIDA DE LA PAZ (Av. Ramón y Cajal frente al N.º 107) |
| 72        | Hortaleza       | 408 AVENIDA DE LA PAZ (Av. Ramón y Cajal frente al N.º 107) |
| 73        | Feria de Madrid | 408 AVENIDA DE LA PAZ (Av. Ramón y Cajal frente al N.º 107) |
| 120       | Hortaleza       | 408 AVENIDA DE LA PAZ (Av. Ramón y Cajal frente al N.º 107) |
| 9         | Sol / Sevilla   | 409 AVENIDA DE LA PAZ (Av. Ramón y Cajal, 107)              |
| 72        | Diego de León   | 409 AVENIDA DE LA PAZ (Av. Ramón y Cajal, 107)              |
| 73        | Diego de León   | 409 AVENIDA DE LA PAZ (Av. Ramón y Cajal, 107)              |
| 120       | Plaza de Lima   | 409 AVENIDA DE LA PAZ (Av. Ramón y Cajal, 107)              |
| 53        | Arturo Soria    | 707 AVENIDA DE LA PAZ (C/ Torrelaguna frente al N.º 125)    |
| 53        | Sol / Sevilla   | 708 AVENIDA DE LA PAZ (C/ Torrelaguna, 125)                 |
| Nocturnos |                 |                                                             |
| Línea     | Destino         | Parada                                                      |
| N2        | Valdebebas      | 408 AVENIDA DE LA PAZ (Av. Ramón y Cajal frente al N.º 107) |
| N2        | Cibeles         | 409 AVENIDA DE LA PAZ (Av. Ramón y Cajal, 107)              |